# Valeriana fauriei
Valeriana fauriei là một loài thực vật có hoa trong họ Kim ngân. Loài này được Briq. miêu tả khoa học đầu tiên năm 1914.

## Hình ảnh

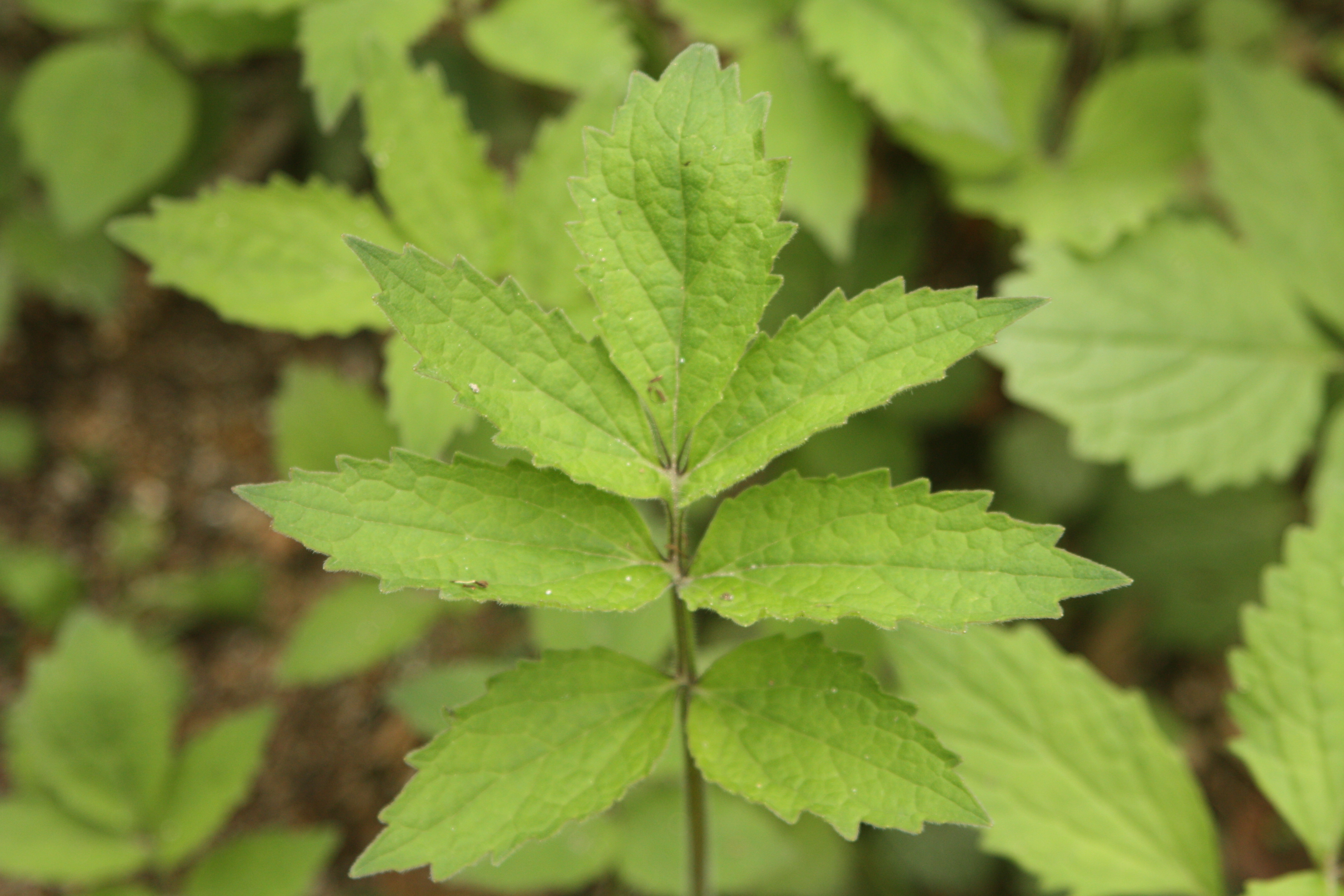
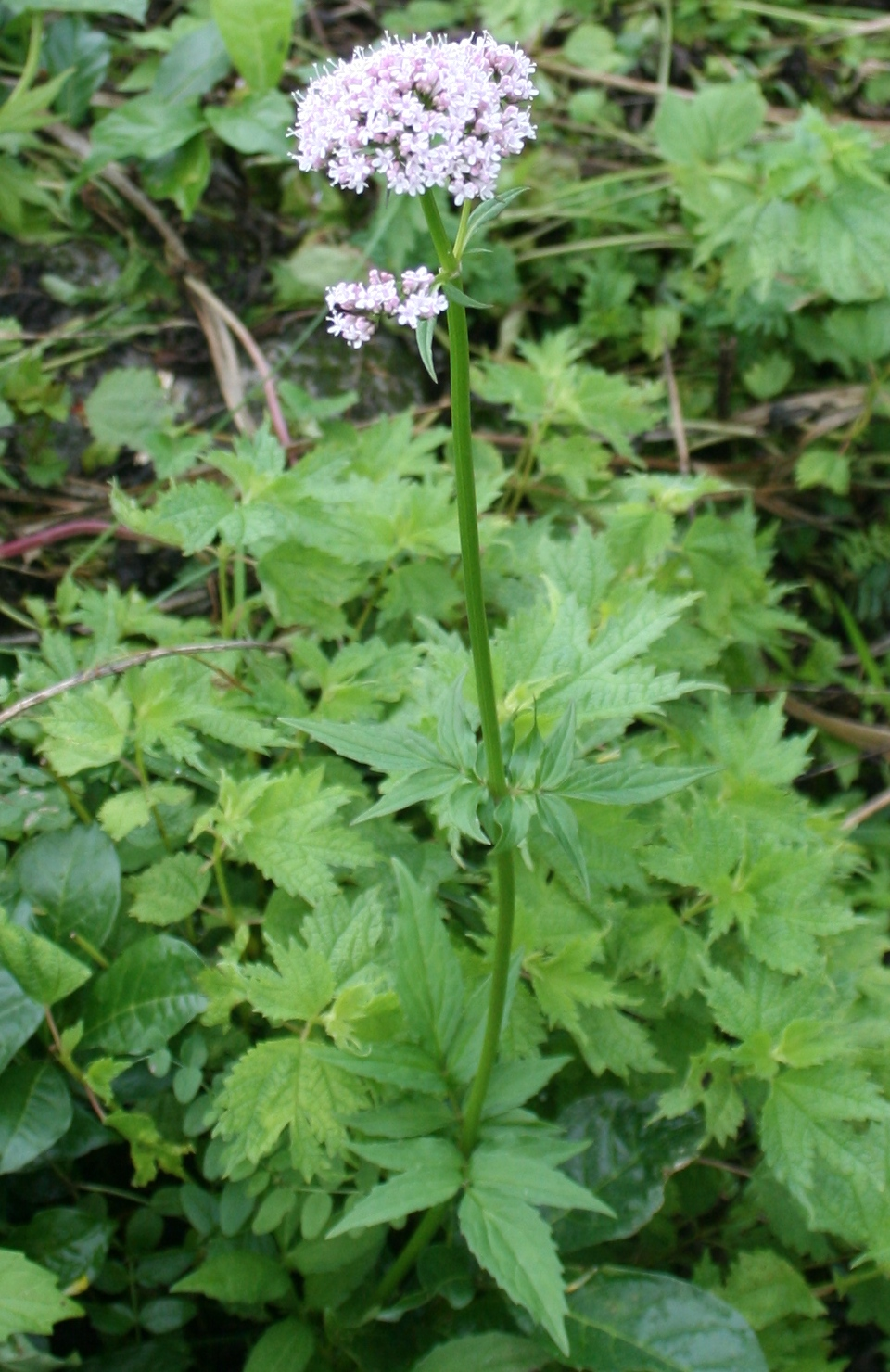
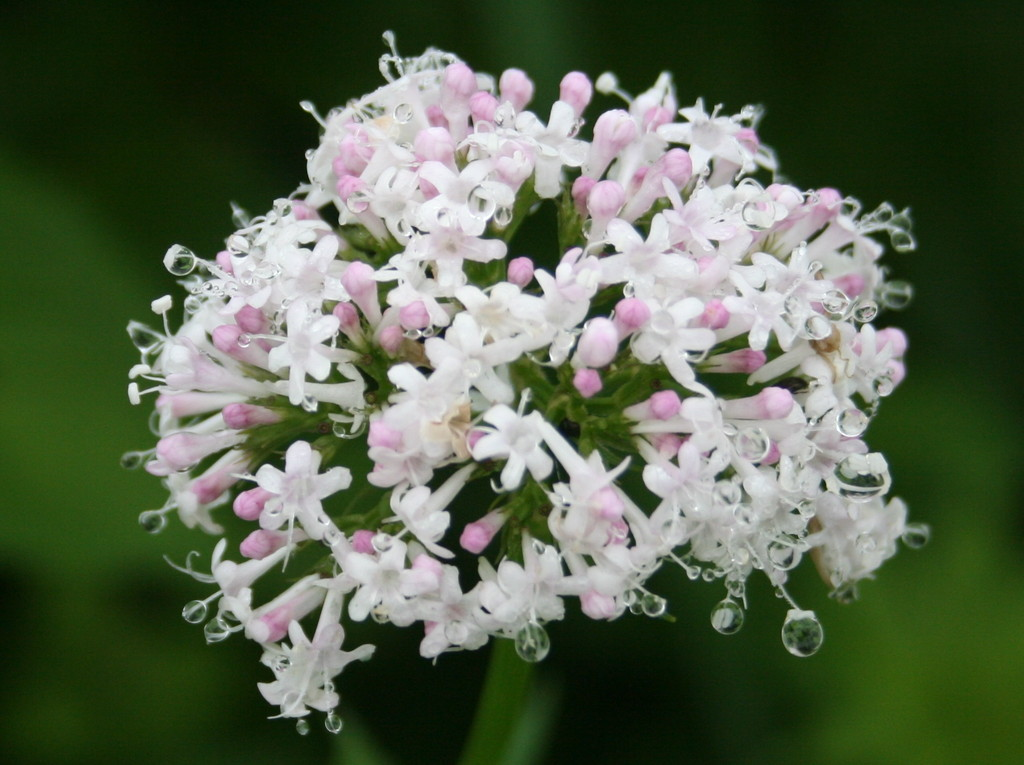
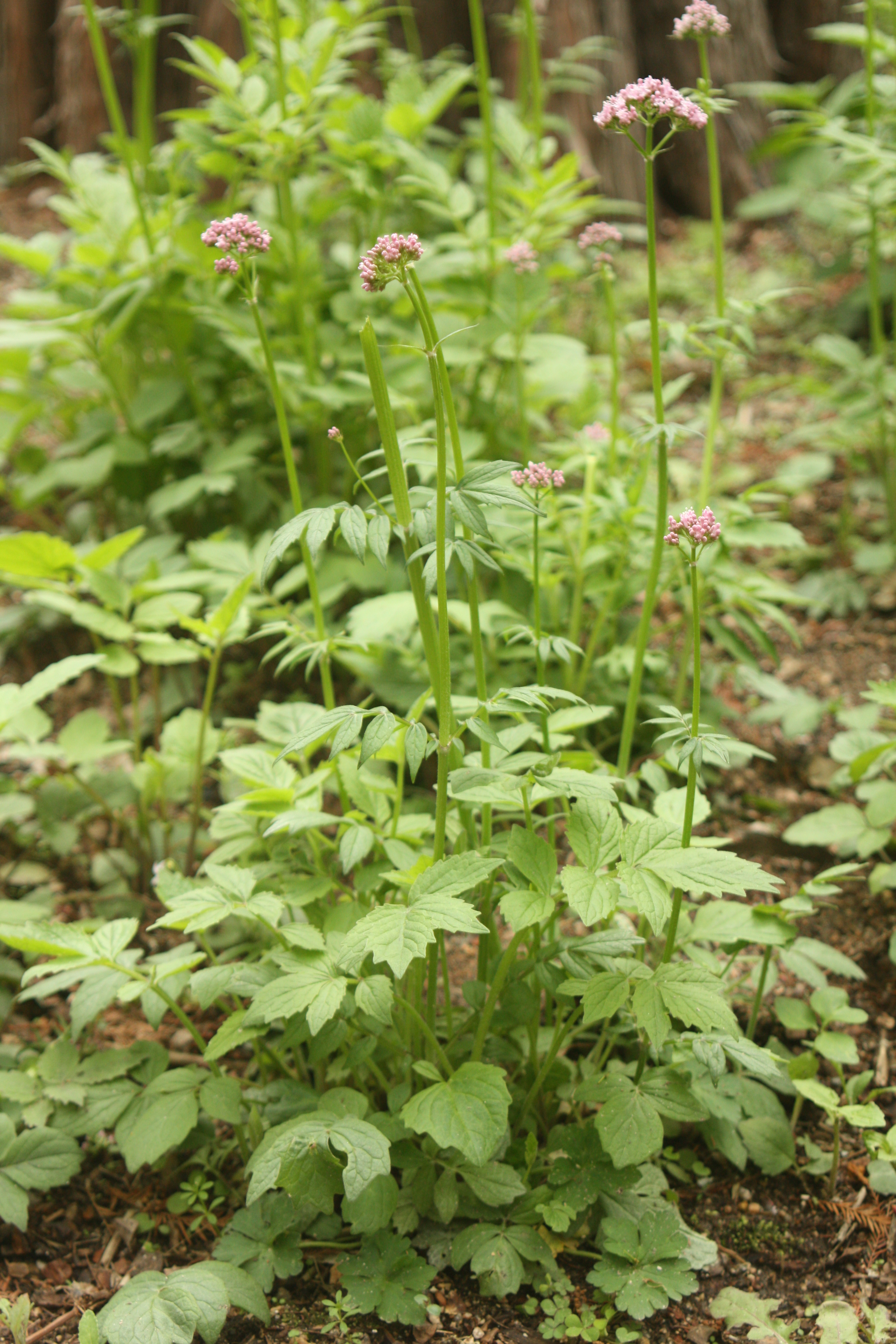